# آيت ايدر سيدي محمد (آيت بن حسي)
آيت ايدر سيدي محمد هو دُوَّار يقع بجماعة آيت بلقاسم، إقليم الخميسات، جهة الرباط سلا القنيطرة في المملكة المغربية. ينتمي الدوّار لمشيخة آيت بن حسي التي تضم 4 دواوير. يقدر عدد سكانه بـ 268 نسمة حسب الإحصاء الرسمي للسكان والسكنى لسنة 2004.

## وصلات خارجية
- البوابة الوطنية للجماعات الترابية
- المندوبية السامية للتخطيط